# Cuchilla de Cachoana
Cuchilla de Cachoana är en ort i Mexiko.   Den ligger i kommunen Ahome och delstaten Sinaloa, i den västra delen av landet, 1 200 km nordväst om huvudstaden Mexico City. Cuchilla de Cachoana ligger 12 meter över havet och antalet invånare är 554.
Terrängen runt Cuchilla de Cachoana är mycket platt. Runt Cuchilla de Cachoana är det ganska tätbefolkat, med 83 invånare per kvadratkilometer. Närmaste större samhälle är Los Mochis, 14,6 km sydost om Cuchilla de Cachoana. Trakten runt Cuchilla de Cachoana består till största delen av jordbruksmark.